# 紹什馬河
紹什馬河是俄羅斯的河流，位於韃靼斯坦共和國和基洛夫州，屬於維亞特卡河的右支流，河道全長105公里，流域面積1,880平方公里，最後在馬爾梅日注入維亞特卡河。